# Italo Bortolotti
Italo Bortolotti (Fanano, 23 ottobre 1933 – Fanano, 15 marzo 2007) è stato un pittore e scultore italiano.

## Biografia
Figlio di Umberto Bortolotti, commerciante, e Lisa Dieci, casalinga, dopo la guerra ha perfezionato la maturità classica a Fiumalbo, in seminario e ha poi frequentato Scuole d’Arte a Firenze, Roma e Bologna, interrompendole. Ha preferito sperimentare dal vivo gli ambienti artistici, facendo tutta la trafila dei classici artisti autodidatti. 

### Carriera
È pittore e scultore, artista eclettico, innovativo, sperimentatore, promotore culturale. Esordisce con la prima mostra personale a Bologna nel 1955, per poi replicare a Roma, Latina, Arezzo, e anche a Detroit, Caracas, Francoforte e Ginevra. La sua ultima mostra personale, presentata da Raffaele De Grada e Vincenzo Marotta ha avuto luogo alla galleria Macchi di Pisa nel 1980. 
È stato, nel 1982, insieme a Gian Carlo Muzzarelli e a Kety Muzzarelli, direttore artistico del Simposio Internazionale di Scultura su Pietra di Fanano, unico in Europa nel suo genere. Dopo oltre 20 anni di vita, il museo all’aperto di Scultura su Pietra di Fanano, grazie al suo impulso, conta più di 300 opere sul territorio provinciale modenese, in gran parte a Fanano. 
È stato membro della giuria artistica del Simposio con Giulio Carlo Argan, Pietro Cascella, Giò Pomodoro, Quinto Ghermandi, Renzo Margonari e altri.

### Malattia e morte
Italo Bortolotti, dopo lunga malattia, muore a Fanano il 16 marzo 2007. Il 18 maggio 2012 l’Amministrazione Comunale di Fanano gli ha intitolato il Centro Culturale di Fanano, situato a pochi metri dalla sua abitazione in piazza Marconi.

## Opere e tecniche utilizzate
Ha prodotto vari tipi di opere, dai quadri alle sculture in diversi materiali (ferro, ceramica, legno e ovviamente la pietra di Fanano), tra le quali va segnalato il monumento dedicato alla Resistenza al Parco di Santa Giulia di Palagano, dove, durante la Seconda Guerra Mondiale, si sono registrati duri scontri, eccidi e rappresaglie ai danni delle comunità della Repubblica di Montefiorino. Da segnalare inoltre a Fanano la creazione del complesso della cosiddetta “Fontana del Bortolotti”, dedicata al rapporto tra uomo e scienza. 

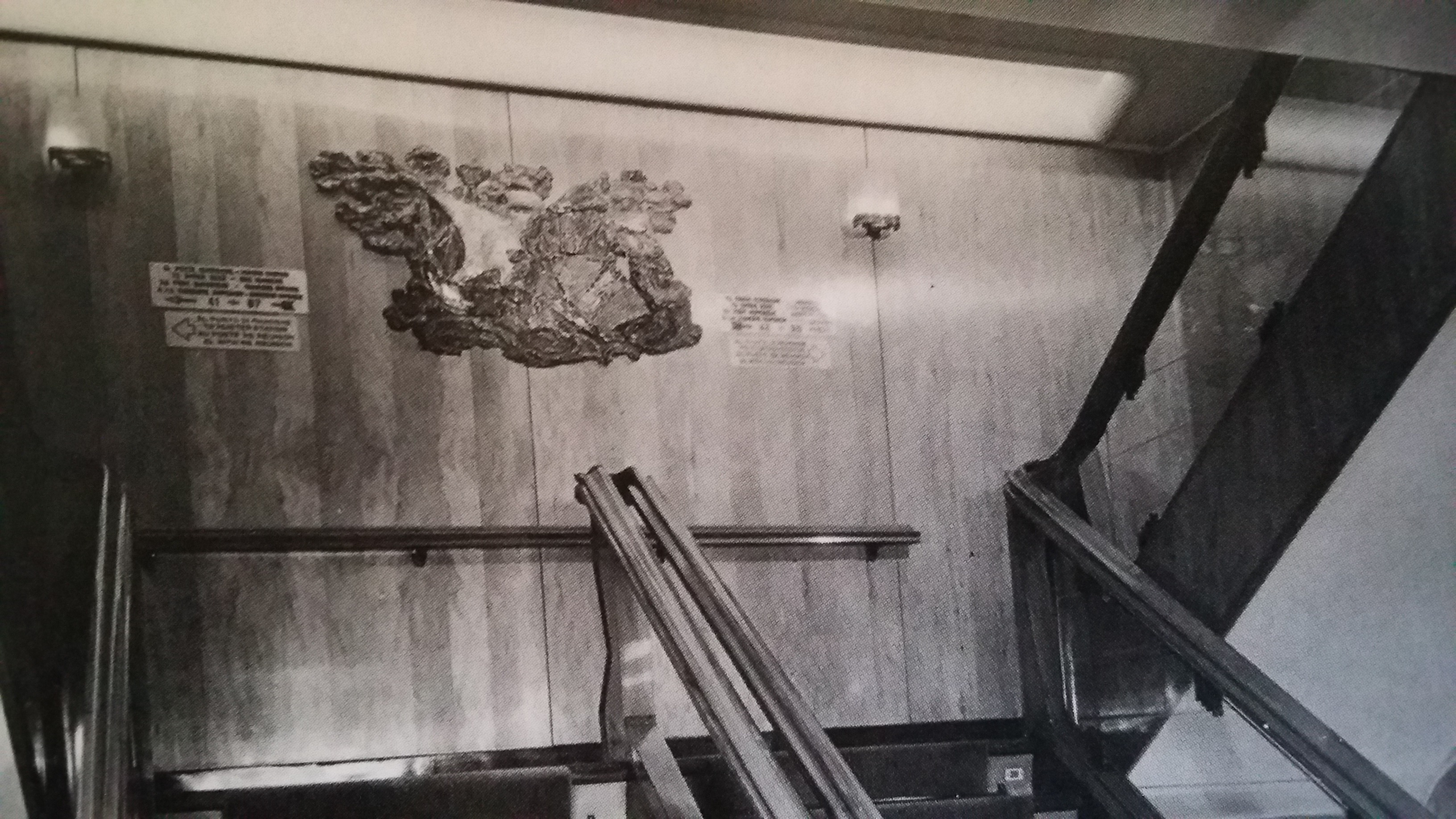
Questa è la scultura bronzea che Bortolotti realizzò per lAndrea Doria e che venne collocata in cima alla scalinata principale della hall della nave.

Una sua statua, probabilmente un bronzo, era sul transatlantico italiano Andrea Doria, collocata nella scala principale della hall della nave, assieme a opere di autori di fama come Lucio Fontana e Romano Rui. La nave giace tuttora al largo delle coste di Nantucket, a 70 metri di profondità, affondata a seguito di uno scontro con la nave svedese Stockholm della Swedish-American Line.